# Osetyńska Dywizja Konna
Osetyńska Dywizja Konna (ros. Осетинская конная дивизия) – kawaleryjska jednostka wojskowa białych podczas wojny domowej w Rosji.
Latem 1918 r. w rejonie Kisłowodska został sformowany Osetyński Dywizjon Konny. Składał się z miejscowych Osetyńców. Wchodził w skład oddziału płk. Andrieja G. Szkuro, który wzniecił powstanie przeciwko władzy bolszewickiej. 15 października 1918 r. Osetyński Dywizjon Konny wszedł oficjalnie w skład Armii Ochotniczej gen. Antona I. Denikina, która w tym czasie zajęła obszary nad Terekiem. Po pokonaniu bolszewików na bazie Dywizjonu w lutym 1919 r. sformowano 4-pułkową Osetyńską Dywizję Konną. Składała się z:
- 1 Osetyńskiego Pułku Konnego – d-ca płk Dzugajew, a następnie płk Jefim Bielikow (liczył ok. 260 ludzi, mających na uzbrojeniu 5 karabinów maszynowych),
- 2 Osetyńskiego Pułku Konnego – d-ca płk Astemir D. Gutijew, zastępca d-cy – płk Chazi-murza Szanajew (ok. 240 ludzi i 8 karabinów maszynowych),
- 3 Osetyńskiego Pułku Konnego – d-ca płk Konstantin Sz. Gucunajew,
- 4 Osetyńskiego Pułku Konnego – d-ca Daniił Chabajew (93 ludzi i 8 karabinów maszynowych).

23 lutego włączono ją w skład Sił Zbrojnych Południa Rosji. Dowództwo objął gen. mjr A. K. Razgonow, ale wkrótce zastąpił go płk A. Emmanuel. Sztab stacjonował w Biesłanie, a następnie we Władykaukazie. Dywizja nigdy nie wzięła udziału w walkach w całości. Jej pułki walczyły z bolszewikami oddzielnie, w składzie różnych jednostek wojskowych. 1, 2 i 4 Osetyńskie Pułki Konne przez cały okres swojego istnienia działały na północnym Kaukazie, ponosząc bardzo duże straty, zaś 3 Osetyński Pułk Konny w składzie Mieszanej Górskiej Dywizji Konnej walczył pod Astrachaniem i Carycynem, a później na Ukrainie. Kiedy wojska białych wycofywały się z północnego Kaukazu pod koniec 1919 r., resztki 1, 2 i 4 Osetyńskich Pułków Konnych zostały przekształcone z powrotem w Osetyński Dywizjon Konny. W kwietniu 1920 r. na Krymie włączono go w skład I Korpusu Pieszego. Jego żołnierze w poł. listopada tego roku ewakuowali się wraz z pozostałymi wojskami białych do tureckiego Gallipoli.